# Pavel Klein (misionář)
Pavel Klein (25. ledna 1652, Cheb – 30. srpna 1717, Filipíny), známý též pod jmény Paul Klein nebo Pablo Clain, byl český jezuitský misionář, lékárník a spisovatel, který se počátkem 18. století stal univerzitním rektorem na Filipínách. Patřil mezi významné osobnosti manilského života. Je také autorem vůbec první historické mapy Palau.

## Život
Na misie do Filipín odcestoval spolu se čtvrtou výpravou z Čech v roce 1678. Jednalo se tehdy hlavně o lékaře a lékárníky. Pavel Klein přicestoval na Filipíny po dlouhé cestě ze Španělska přes Mexiko (1681) v roce 1682. Nejdříve se v Manile stal lékárníkem a profesorem na jezuitské koleji. Je znám popisem zatmění měsíce v roce 1686 v Manile. Později byl jmenován rektorem Colegio de Cavite a na sklonku života působil jako nejvyšší představitel jezuitů na Filipínách, tzv. provinciál.

## Dílo
Pavel Klein je autorem celé řady publikací na Filipínách. Mezi nejznámější patří jeho recepty na léky z místních bylin a ingrediencí, z nichž řada se na Filipínách využívá dodnes.
- Jednoduché recepty na rozličné nemoci (Remedios fáciles para diferentes enfermedades apuntados por el Padre Pablo Clain de la Companía de Jesús para el alivio y socorro de los s. Ministros evangélicos de las doctrinas de los naturales...), Manila 1712, 2. vydání, Madrid 1852;
- Křesťanské úvahy (Pensamientos christianos: sa macatovid manga paninisisdimin nang tavong christiano sa arao halagang sangbovon), 1748
- Zázraky a výjimečné činy Archanděla Gabriela (Beneficios, y favores singulares hechos por el glorioso archangel san Rafael al santo patriarca Tobias, y su familia) 1754
- Slovník tagalštiny (tj. filipínštiny - Vocabulario tagala) Manila 1754;